# Saint John—Kennebecasis
Pour les articles homonymes, voir Saint John.
Circonscription électorale fédérale du Canada
Saint John—Kennebecasis (auparavant Saint John—Rothesay, Saint John, St. John—Albert et Saint John—Lancaster) est une circonscription électorale canadienne dans le sud de la province du Nouveau-Brunswick au Canada.
Se trouvant au sud de la province, la circonscription est composée de la ville de Saint-Jean (Nouveau-Brunswick), ainsi que Rothesay, Brothers 18 - une commaunté des Autochtones et une partie de Quispamsis.
Sa population est de 83 463 dont 65 639 électeurs sur une superficie de 450 km2. Les circonscriptions limitrophes sont Fundy Royal et Nouveau-Brunswick-Sud-Ouest.
L'actuel député est le libéral Wayne Long.
D'autres noms de cette circonscription depuis 1914 sont « St. John—Albert » et « Saint John—Lancaster » (1966 - 1976). Avant 1914, la ville et le comté pouvaient élire jusqu'à trois députés ; aujourd'hui, toutes les circonscriptions fédérales sont uninominales, c'est-à-dire que chacun n'élit qu'un seul député.
À la suite du redécoupage de la carte électorale de 2022, la circonscription est renommée Saint John—Kennebecasis. Elle concentrera l'est de la ville de Saint-Jean (limite le fleuve Saint-Jean), Rothesay et Quispamsis.

## Députés
| Nom                               | Nom                                         | Parti                                   | Mandat             |
| --------------------------------- | ------------------------------------------- | --------------------------------------- | ------------------ |
|                                   | Rupert Wilson Wigmore Stanley Edward Wilkin | Unioniste                               | (1917-1921)        |
|                                   | Murray MacLaren                             | Conservateur                            | (1921-1935)        |
| John Babington Baxter Thomas Bell | (1921-1925)                                 | Conservateur                            |                    |
| John Babington Baxter Thomas Bell | (1925-1935)                                 | Conservateur                            |                    |
|                                   | William Michael Ryan                        | Libéral                                 | (1935-1938)        |
|                                   | Allan Getchell McAvity                      | Libéral                                 | (1938-1940)        |
|                                   | D. King Hazen                               | Progressiste-conservateur               | (1940-1949)        |
|                                   | Daniel A. Riley                             | Libéral                                 | (1949-1953)        |
|                                   | Thomas M. Bell                              | Progressiste-conservateur               | (1953-1974)        |
|                                   | Mike Landers                                | Libéral                                 | (1974-1979)        |
|                                   | Eric Ferguson                               | Progressiste-conservateur               | (1979-1980)        |
|                                   | Mike Landers                                | Libéral                                 | (1980-1984)        |
|                                   | Gerald Merrithew                            | Progressiste-conservateur               | (1984-1993)        |
|                                   | Elsie Wayne                                 | Progressiste-conservateur/ Conservateur | (1993-2004)        |
|                                   | Paul Zed                                    | Libéral                                 | (2004-2008)        |
|                                   | Rodney Weston                               | Conservateur                            | (2008-2015)        |
|                                   | Wayne Long                                  | Libéral                                 | (2015-2019)        |
|                                   | Wayne Long                                  | Libéral                                 | (2019-2021)        |
|                                   | Wayne Long                                  | Libéral                                 | (2021-2025)        |
|                                   | Wayne Long                                  | Libéral                                 | (2025-aujourd'hui) |

## Résultats électoraux
Modèle:Élection générale canadienne de 2025 — Saint John—Kennebecasis
|       | Candidat          | Parti        | # de voix | % des voix |
|       | (X) Rodney Weston | Conservateur | +12 837,  | 30,36 %    |
|       | Wayne Long        | Libéral      | +20 622,  | 48,76 %    |
|       | AJ Griffith       | NPD          | +07 486,  | 17,7 %     |
|       | Sharon Murphy     | Vert         | +01 344,  | 3,18 %     |
| Total | Total             | Total        | 42 289    | 100 %      |

|       | Candidat            | Parti        | # de voix | % des voix |
|       | (x) Rodney Weston   | Conservateur | +18 456,  | 49,73 %    |
|       | Stephen Chase       | Libéral      | +05 964,  | 16,07 %    |
|       | Rob Moir            | NPD          | +11 382,  | 30,67 %    |
|       | Sharon Murphy-Flatt | Vert         | +01 017,  | 2,74 %     |
|       | Arthur Watson Jr.   | Indépendant  | +00294,   | 0,79 %     |
| Total | Total               | Total        | 37 113    | 100 %      |

|       | Candidat        | Parti        | # de voix | % des voix |
|       | Rodney Weston   | Conservateur | +13 782,  | 39,55 %    |
|       | (x) Paul Zed    | Libéral      | +13 285,  | 38,13 %    |
|       | Tony Mowery     | NPD          | +05 560,  | 15,96 %    |
|       | Mike Richardson | Vert         | +01 888,  | 5,42 %     |
|       | Michael Moffat  | Marijuana    | +00330,   | 0,95 %     |
| Total | Total           | Total        | 34 845    | 100 %      |

|       | Candidat       | Parti        | # de voix | % des voix |
|       | John Wallace   | Conservateur | 15 753    | 39,3 %     |
|       | Paul Zed       | Libéral      | 17 202    | 42,92 %    |
|       | Terry Albright | NPD          | 6 267     | 15,64 %    |
|       | Vern Garnett   | Vert         | 858       | 2,14 %     |
| Total | Total          | Total        | 40 080    | 100 %      |